# Listă de filme idol
Film idol sau film idol este un termen colocvial folosit pentru un film care a reușit să adune în jurul lui un grup devotat de fani, fără a deveni în mod necesar mainstream.
Aceasta este o Listă de filme idol în ordine alfabetică după titlu: